# Steffi Kräker
Steffi Kräker (Leipzig, Alemania, 21 de abril de 1960) es una gimnasta artística alemana especialista en la prueba de salto de potro con la que, compitiendo con Alemania del Este, consiguió ser subcampeona olímpica en 1980.

## Carrera deportiva
En los JJ. OO. celebrados en Montreal (Canadá) en 1976 consiguió el bronce en el concurso por equipos, tras la Unión Soviética (oro) y Rumania (plata), siendo sus compañeras de equipo: Carola Dombeck, Gitta Escher, Kerstin Gerschau, Angelika Hellmann y Marion Kische.
En el Mundial de Estrasburgo 1978 gana dos bronces: en equipo —tras la Unión Soviética y China— y en salto, tras la soviética Nellie Kim y la rumana Nadia Comaneci.
En el Mundial de Fort Worth 1979 gana el bronce por equipos, tras Rumania y la Unión Soviética, siendo sus compañeras: Maxi Gnauck, Regina Grabolle, Silvia Hindorff, Katharina Rensch y Karola Sube. Además consigue el bronce salto.
En los JJ. OO. de Moscú de 1980 ganó el bronce por equipos —tras la Uniñon Soviética y Rumania—, plata en salto —tras la soviética Natalia Shaposhnikova— y bronce en asimétiricas.
Por último en el Mundial de Moscú 1981 gana el bronce en equipos, y también bronce en salto, tras su compatriota Maxi Gnauck y la soviética Stella Zakharova.